# Liste der Biografien/Pum
Liste der Biografien |
Portal Biografien |
Personensuche
# |
A |
B |
C |
D |
E |
F |
G |
H |
I |
J |
K |
L |
M |
N |
O |
P |
Q |
R |
S |
T |
U |
V |
W |
X |
Y |
Z |
?
 
Pa |
Pc |
Pe |
Pf |
Ph |
Pi |
Pj |
Pk |
Pl |
Pm |
Pn |
Po |
Pr |
Ps |
Pt |
Pu |
Pv |
Pw |
Py
 
Pua |
Pub |
Puc |
Pud |
Pue |
Puf |
Pug |
Puh |
Pui |
Puj |
Puk |
Pul |
Pum |
Pun |
Puo |
Pup |
Pur |
Pus |
Put |
Puu |
Puv |
Puy |
Puz
Die Liste der Biografien führt alle Personen auf, die in der deutschsprachigen Wikipedia einen Artikel haben. Dieses ist eine Teilliste mit 50 Einträgen von Personen, deren Namen mit den Buchstaben „Pum“ beginnt.

## Pum
- Pum, Andreas (* 1971), österreichischer Politiker (ÖVP), Landtagsabgeordneter, Mitglied des Bundesrates
- Pum, Hans (* 1954), österreichischer Skisportfunktionär und ehemaliger Alpin-Ski-TrainerHans Pum (* 1954)

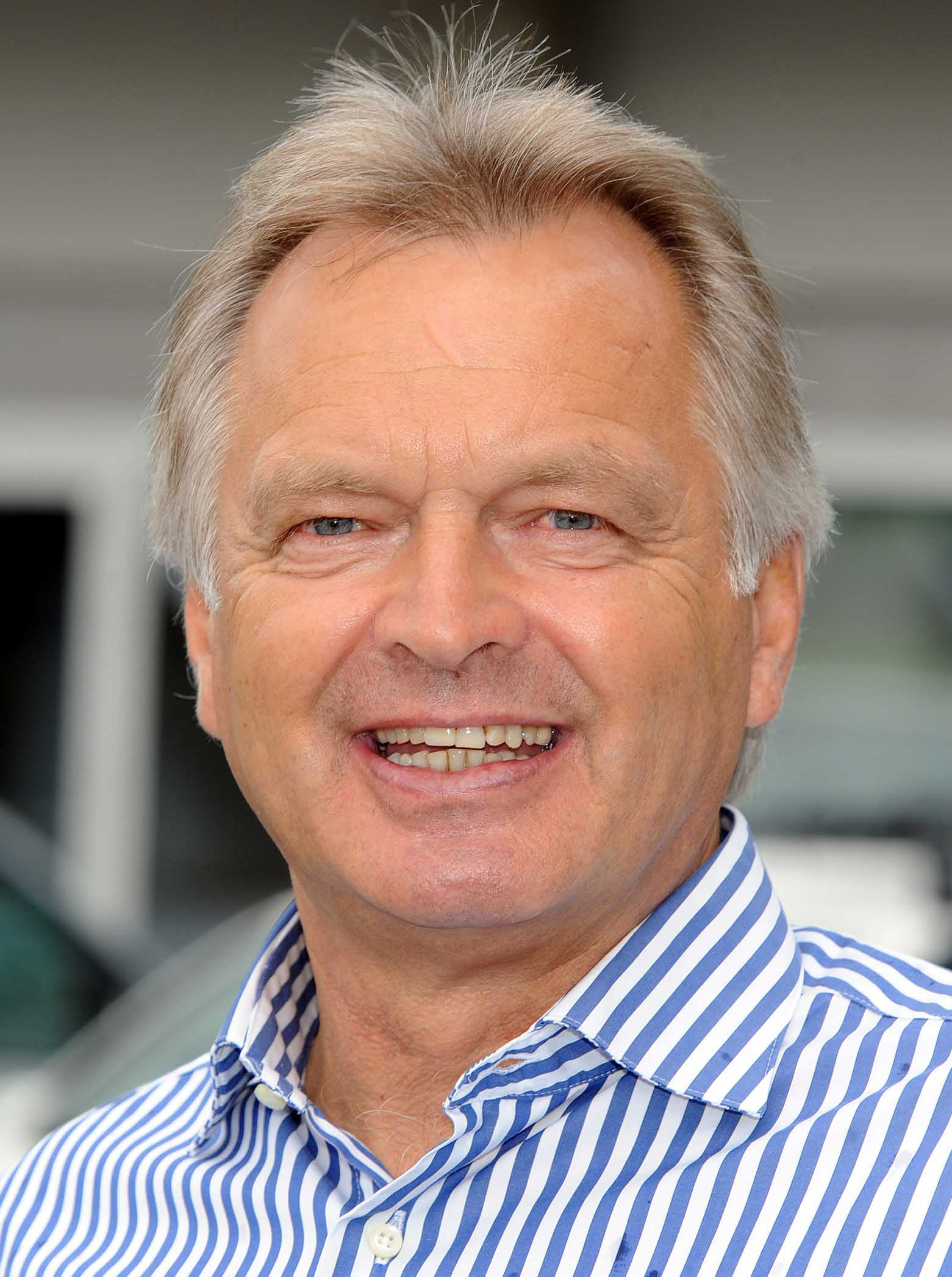
Hans Pum (* 1954)

- Pum, Johann (1904–1975), österreichischer Politiker (ÖVP), Landtagsabgeordneter im Burgenland
- Pum, Oliver (* 1993), österreichischer Komponist, Musikproduzent und Deejay
- Pum, Reinhold, österreichischer Badmintonspieler

### Puma
- Puma, Felix (* 1968), sambischer Politiker
- Puma, Joe (1927–2000), US-amerikanischer Jazzgitarrist des Swing und Modern Jazz
- Pumacahua, Mateo (1740–1815), peruanischer Militär im Dienste Spaniens und späterer Unabhängigkeitskämpfer
- Pumain, Philippe (* 1962), französischer Architekt
- Pumalainen, Leonid Wladimirowitsch (* 1970), russischer Hochspringer
- Pumar, Elsa, uruguayische Schwimmerin
- Pumariega, Ángela (* 1984), spanische Seglerin

### Pumb
- Pumb, Marianne (1961–2016), deutsche Autorin und Malerin
- Pumberger, Alois (* 1950), österreichischer Mediziner und Politiker (FPÖ), Abgeordneter zum Nationalrat und Mitglied des Bundesrates

### Pumh
- Pumhösl, Florian (* 1971), österreichischer Künstler

### Pumi
- Pumiglio, Pete (1902–1996), US-amerikanischer Jazzmusiker

### Pumm
- Pumm, Erhard (1945–2011), deutscher Gewerkschaftsfunktionär und Politiker (SPD), MdHB
- Pumm, Günter (* 1944), deutscher Politiker (SPD), MdHB, Politikwissenschaftler
- Pumm, Peter (* 1943), österreichischer Fußballspieler
- Pummared Kladkleed (* 1987), thailändischer Fußballspieler
- Pummer, Andreas (* 1982), deutscher Fußballtrainer
- Pummerer, Anton (1812–1888), bayerischer Bierbrauer, Gastronom und Politiker
- Pummerer, Anton Georg (1813–1866), österreichischer Kaufmann, Fabrikbesitzer und Politiker
- Pummerer, Joachim (1734–1823), bayerischer Kaufmann und Kommunalpolitiker
- Pummerer, Rudolf (1882–1973), österreichisch-deutscher Chemiker

### Pumn
- Pumnul, Aron (1818–1866), österreichischer Rumänist

### Pump
- Pump, Carsten (* 1976), deutscher Biathlet
- Pump-Uhlmann, Holger (* 1960), deutscher Architekt, Stadtplaner und Fachbuchautor zu innerstädtischen Großbauten
- Pumpanen, Viivi (* 1988), finnische Schauspielerin und Model
- Pumpat, Veronika, deutsche Tourismussassistentin, Kommunalpolitikerin und ehemaliges Mitglied des Landesverfassungsgerichts Sachsen-Anhalt
- Pumpel, Johannes († 1544), Domherr in Lübeck
- Pümpel, Norbert (* 1956), österreichischer Zeichner, Maler und Konzeptkünstler
- Pumpelly, Raphael (1837–1923), amerikanischer Geologe und Entdecker
- Pumpelly, Spencer (* 1974), US-amerikanischer Autorennfahrer
- Pumper, Brian (* 1981), US-amerikanischer Pornodarsteller
- Pumper, Susanne (* 1970), österreichische Langstreckenläuferin
- Pumpernig, Eduard (1920–1992), österreichischer Politiker (ÖVP), Mitglied des Bundesrates
- Pumphrey, Laurence (1916–2009), britischer Diplomat und Regierungsbeamter, Hochkommissar in Pakistan und Sambia
- Pumphrey, Richard Julius (1906–1967), britischer Zoologe
- Pumpido, Nery (* 1957), argentinischer Fußballspieler und -trainerNery Pumpido (* 1957)
- Pümpin, Cuno (* 1939), Schweizer Ökonom

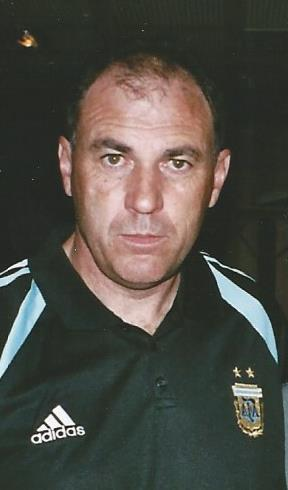
Nery Pumpido (* 1957)

- Pümpin, Emil (1840–1898), Schweizer Eisenbahningenieur
- Pümpin, Fritz (1901–1972), Schweizer Maler
- Pümpin, Karl (1907–1975), Schweizer Landwirt und Maler
- Pümpin, Samuel (1776–1853), Schweizer Politiker
- Pumplün, Dieter (1932–2021), deutscher Mathematiker
- Pumpuang Duangjan (1961–1992), thailändische Sängerin
- Pumpurs, Andrejs (1841–1902), lettischer Dichter und Schriftsteller
- Pumputis, Alvydas (* 1950), litauischer Verfassungsrechtler

### Pumw
- Pumwaree Yodkamol (* 1982), thailändische Schauspielerin